# Kadeřín
Kadeřín je malá vesnice, část obce Bouzov v okrese Olomouc. Nachází se asi 3 km na jih od Bouzova. V roce 2009 zde bylo evidováno 34 adres. V roce 2001 zde trvale žilo 27 obyvatel.
Kadeřín je také název katastrálního území o rozloze 5,34 km2.

## Obyvatelstvo

### Struktura
Vývoj počtu obyvatel za celou obec i  za jeho jednotlivé části uvádí tabulka níže, ve které se zobrazuje i příslušnost jednotlivých částí k obci či následné odtržení. 
| Místní části   | Místní části | 1869 | 1880 | 1890 | 1900 | 1910 | 1921 | 1930 | 1950 | 1961 | 1970 | 1980 | 1991 | 2001 | 2011 |
| -------------- | ------------ | ---- | ---- | ---- | ---- | ---- | ---- | ---- | ---- | ---- | ---- | ---- | ---- | ---- | ---- |
| Počet obyvatel | část Kadeřín | 147  | 138  | 130  | 130  | 117  | 104  | 109  | 54   | 54   | 44   | 32   | 31   | 27   | 24   |
| Počet domů     | část Kadeřín | 19   | 20   | 22   | 23   | 22   | 20   | 22   | 22   | -    | 16   | 14   | 13   | 14   | 15   |

## Přírodní poměry
Jihozápadně nad obcí pramení Blažovský potok, který napájí rybník v dolní části vesnice.

## Pamětihodnosti
V okolí obce je možné najít zbytky jednoduchých šachtových pecí sloužících v pálení vápna.
V blízkosti kaple byla 28. 10. 2018 vysazena lípa svobody u příležitosti stého výročí vzniku republiky. Vladimír Holuša vysadil a udržuje sad starých českých odrud jabloní a hrušní. Sad byl založen v roce 2016.
Při cestě ke statku č. 5 je starý dřevěný kříž a kaple sv. Huberta postavená v roce 2014. U kaple jsou vysázeny lípy "tisíciletí" u příležitosti nastávajícího třetího tisíciletí.
Kaple Panny Marie s datem nad vchodem 1858.
Kamenný kříž z roku 1859 u domu č. 6 zbudovali manželé Skurekovi.

## Fotogalerie

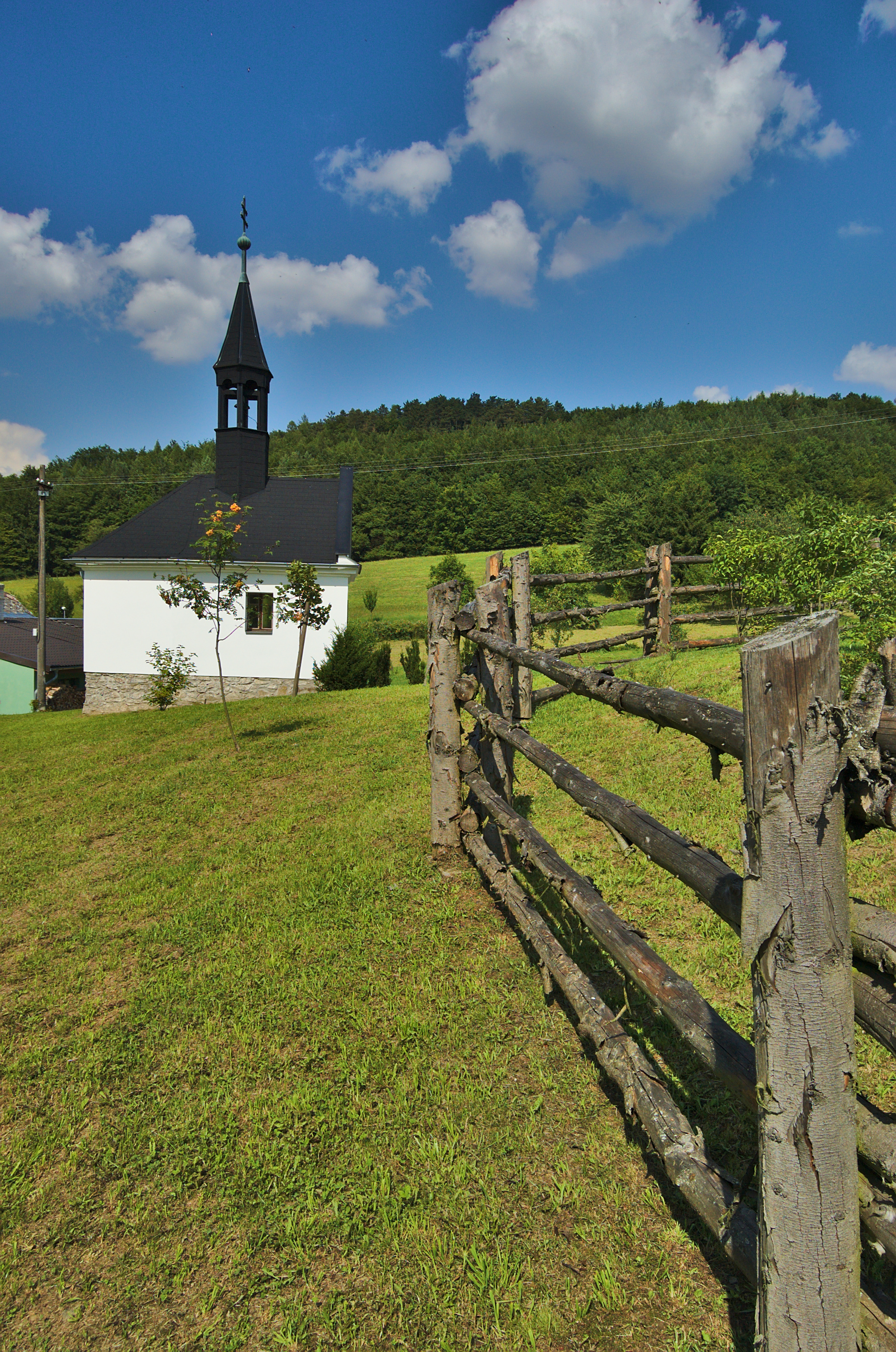
Kaple
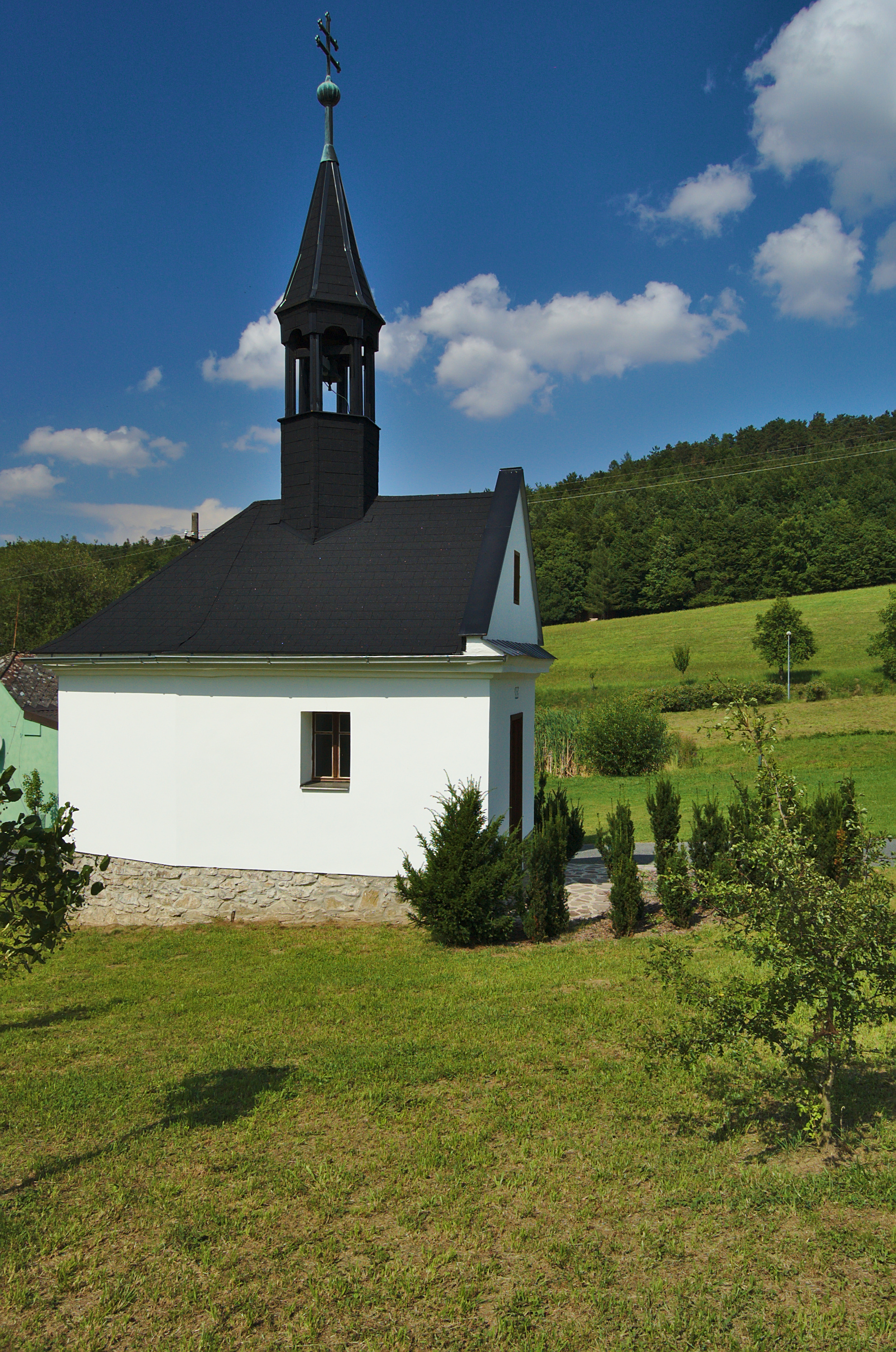
Kaple
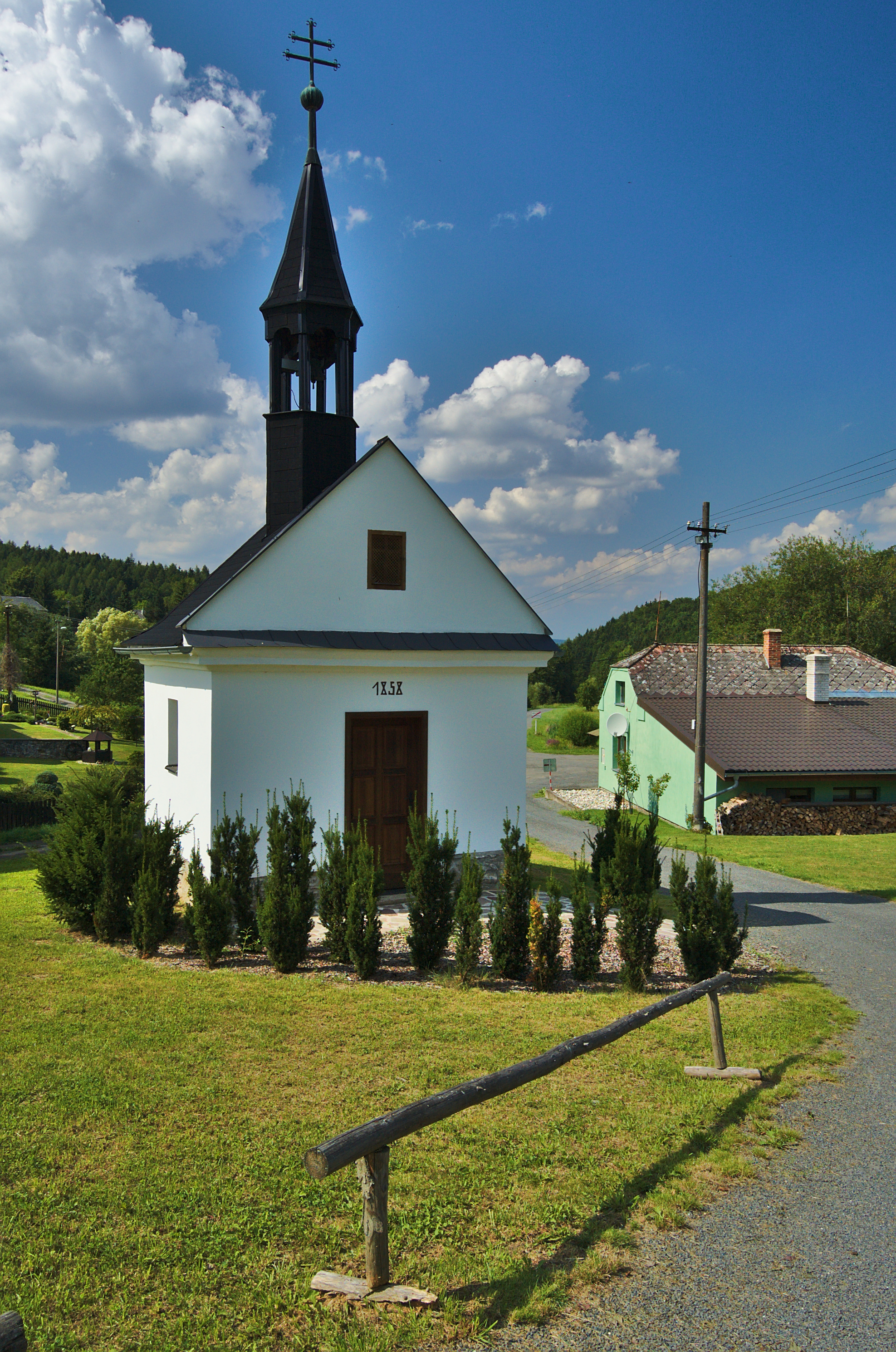
Kaple
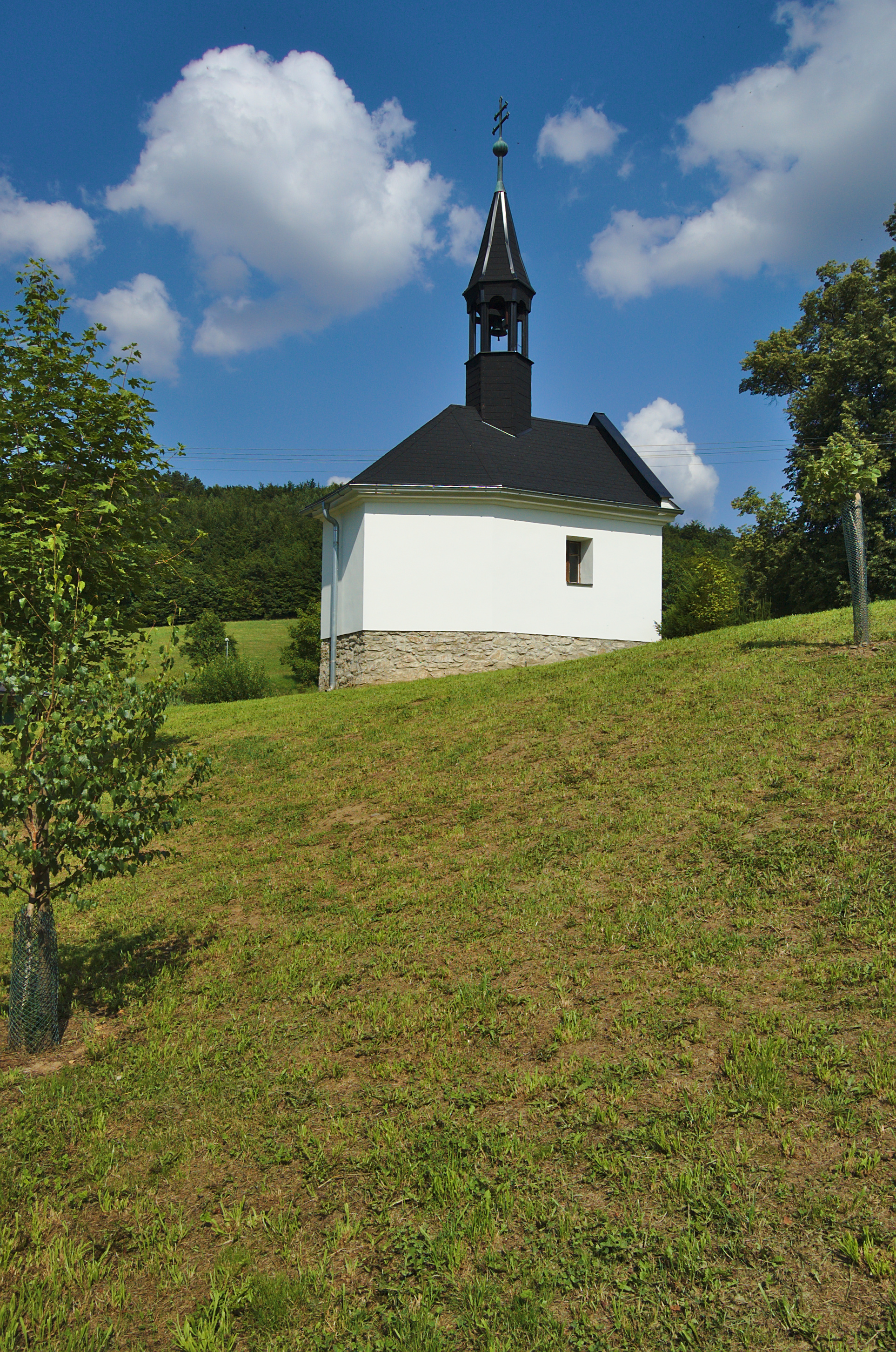
Kaple
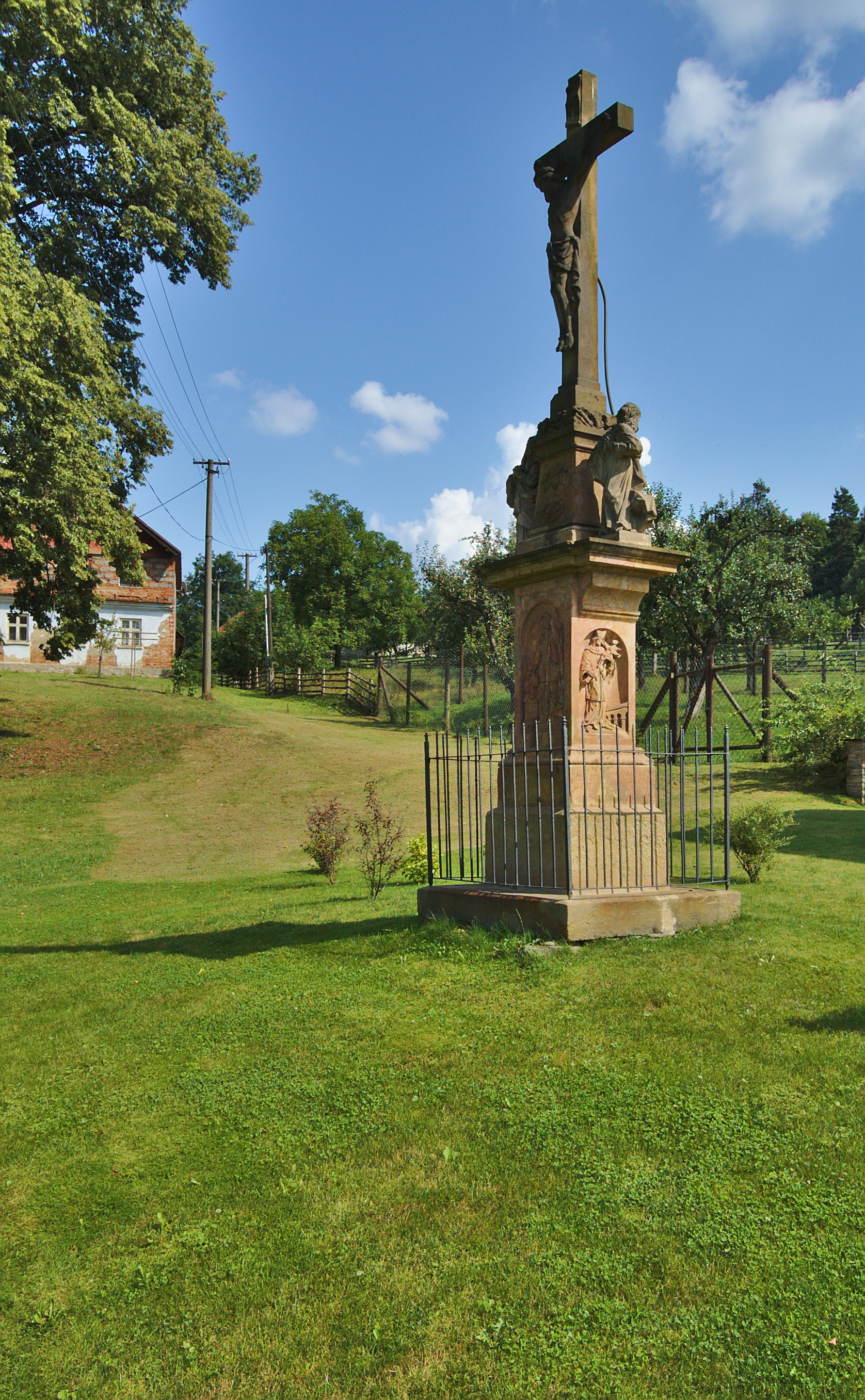
Kříž na návsi
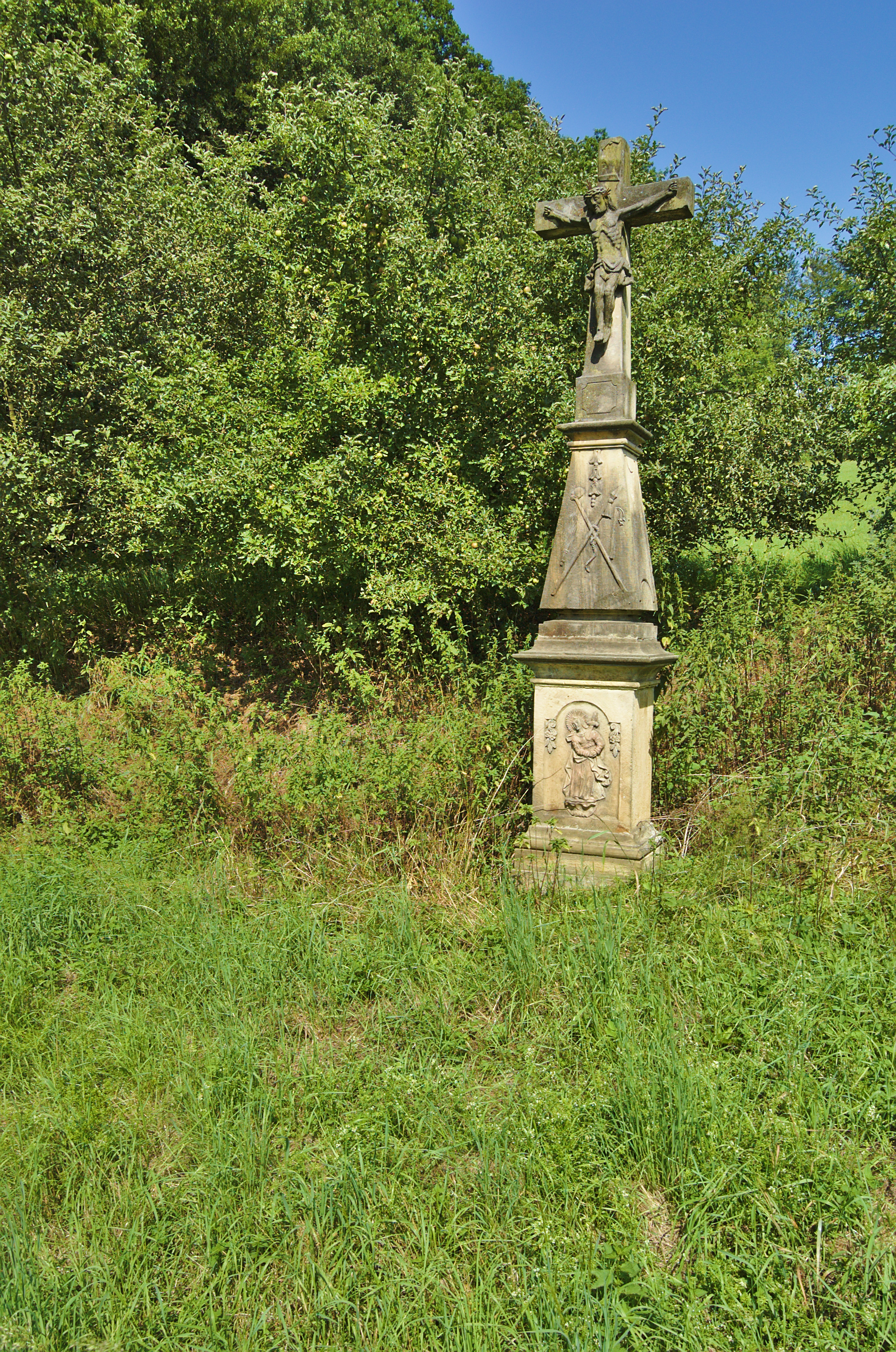
Kříž u silnice na Blažov
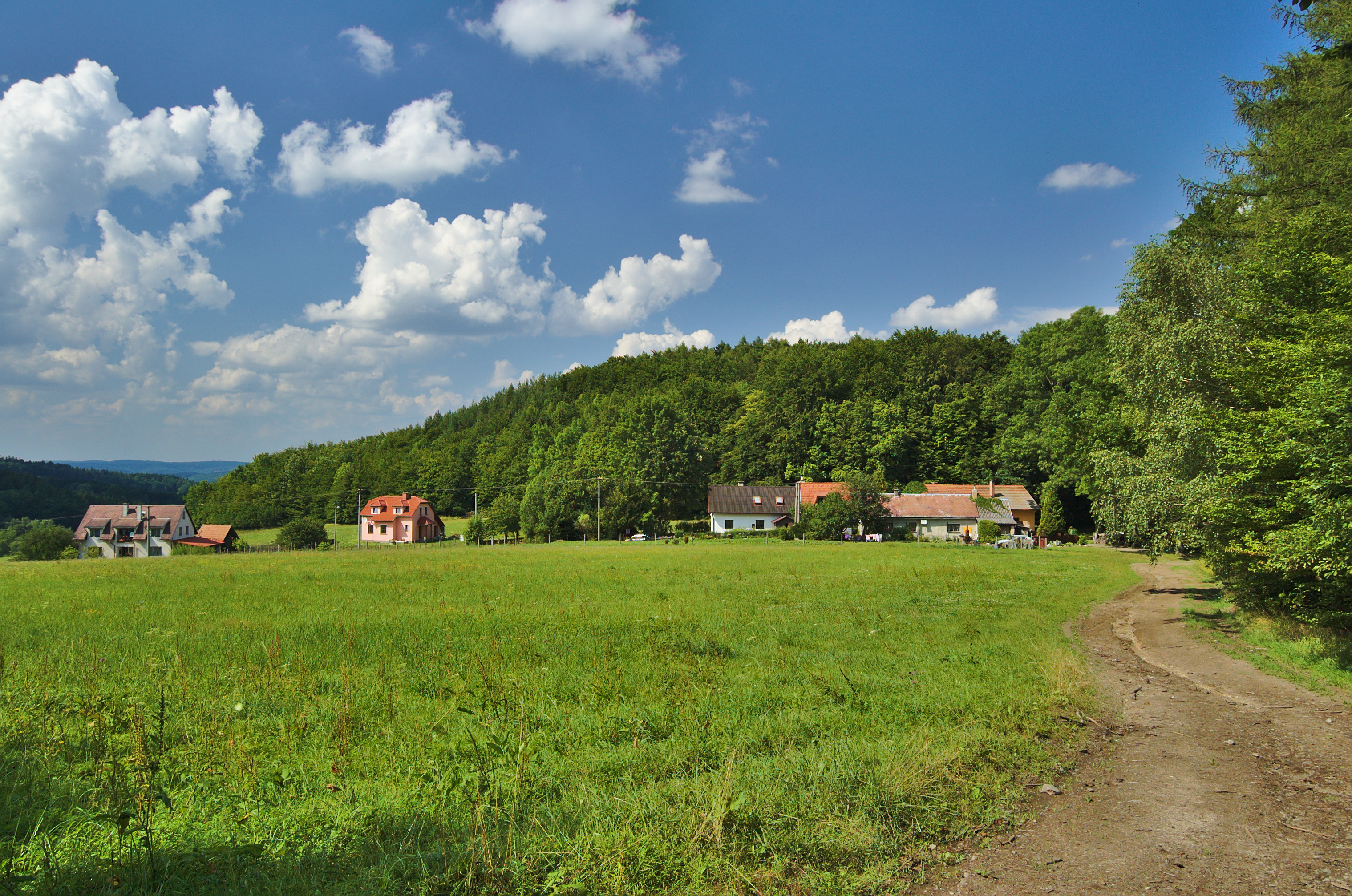
Pohled na obec od jihu
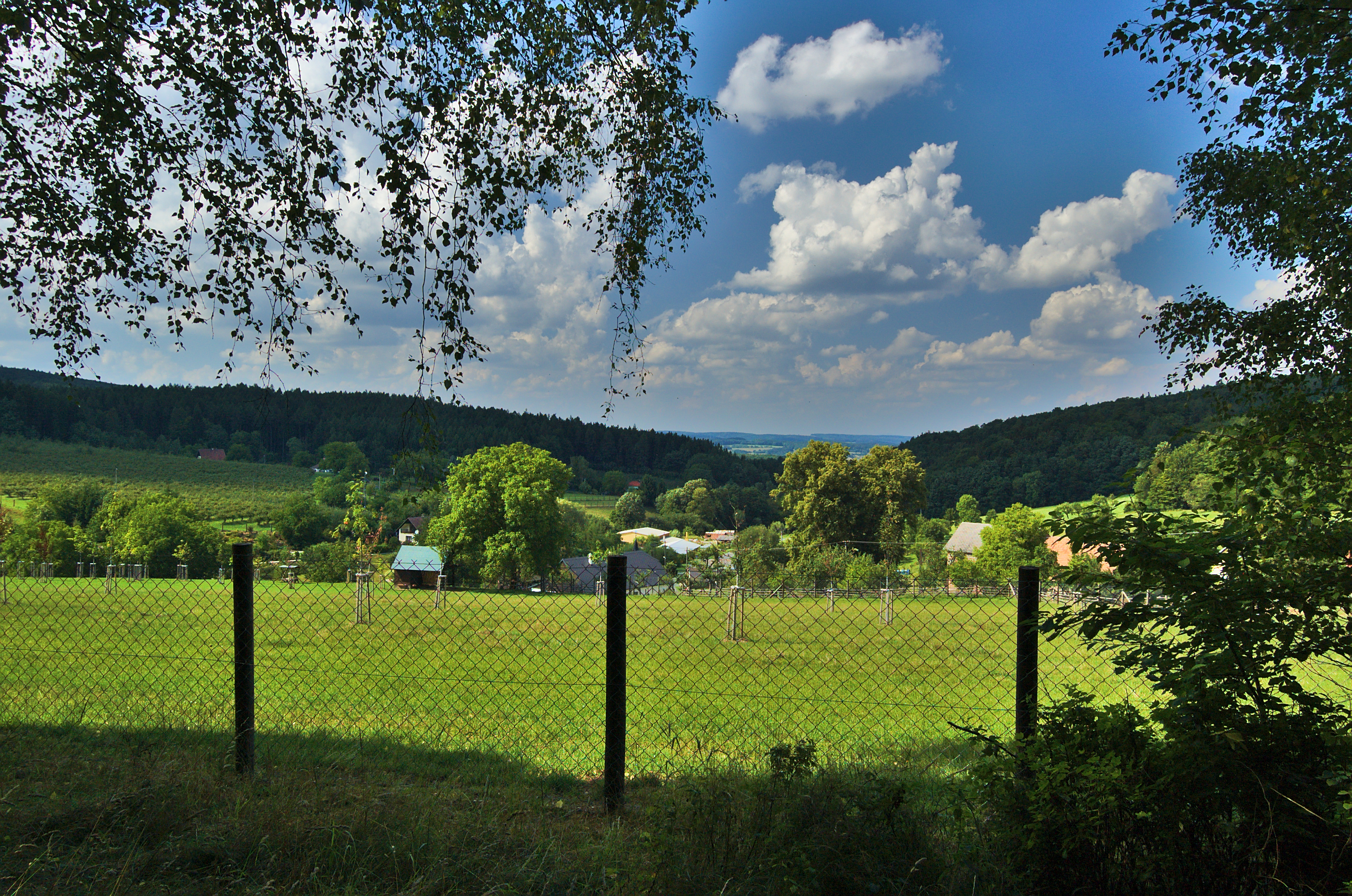
Pohled na obec od jihu
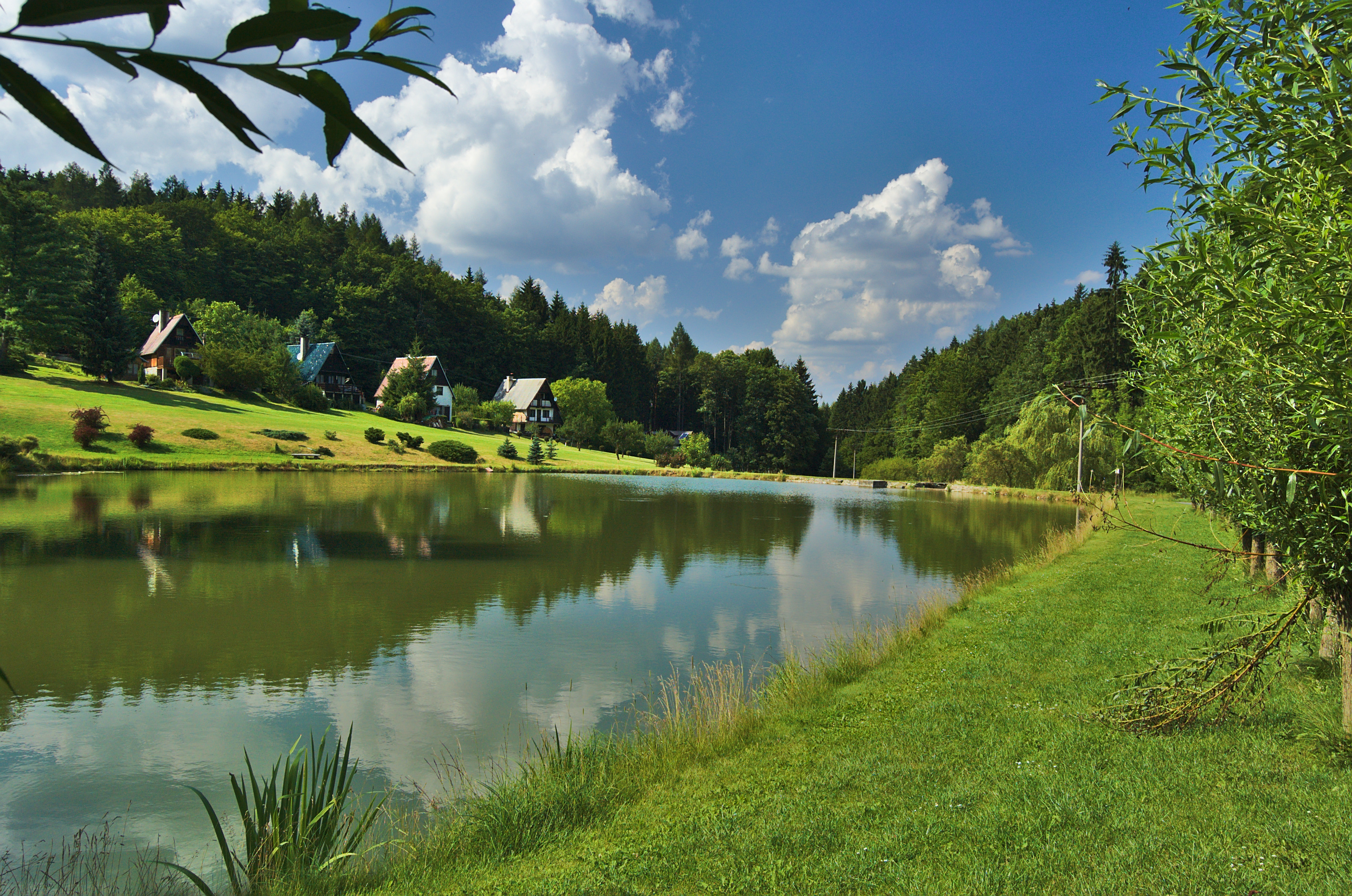
Rybník pod obcí